# Donald Schultz
Donald Schultz – południowoafrykański herpetolog podróżujący po świecie i zbierający próbki z różnych niebezpiecznych gatunków. Prowadził program telewizyjny Wild Recon (Tropem drapieżników) na kanale Animal Planet. Brał także udział w programie Jadowite Vegas (Venom in Vegas), gdzie został umieszczony w szklanym pomieszczeniu pełnym jadowitych węży na dziesięć dni, na oczach mieszkańców Las Vegas.